# جرارد پیل
جرارد پیل (انگلیسی: Gerard Piel؛ ۱ مارس ۱۹۱۵ – ۵ سپتامبر ۲۰۰۴) روزنامه‌نگار اهل ایالات متحده آمریکا و از دانش‌آموختگان دانشگاه هاروارد بود.